# Franco Neri
(Tipica frase di Franco Neri)
Franco Neri (Torino, 13 aprile 1963) è un comico, cabarettista e attore italiano.

## Biografia
Nato a Torino da genitori calabresi, Franco Neri inizia frequentando la scuola di recitazione e di teatro a cavallo degli anni settanta e ottanta presso il Teatro Sperimentale di Grugliasco diretto da Marco Obby. Nel 1982 il suo primo spettacolo di cabaret Professione Meridionale riscuote successo nei locali, negli spettacoli all'aperto e nelle più importanti convention aziendali. Nel 1983 prende parte al film Al bar dello sport con Lino Banfi e Jerry Calà.
Nel 1985 partecipa alla nota trasmissione Drive In su Italia 1, mentre nel 1986-1987 è protagonista delle trasmissioni Sub Way e Tutti i Frutti (Quarta Rete TV).
Nel 1988 vince Il Festival della comicità di Osilo e nel 1990 il Festival della risata di Viareggio. Nella stagione 1995-96 è nel cast di Scherzi a parte.
Nel 1997 è vincitore del Festival della risata, città di Biella, mentre nel 1999 vince il festival BravoGrazie e partecipa al programma di Rai 3 Gnu con la regia di Bruno Voglino vincendo il Premio Sarchiapone dedicato a Walter Chiari.
Nel 1999 partecipa come cassiere di un centro scommesse al film "Tifosi" con Massimo Boldi e Christian De Sica.
La presenza a Zelig Circus nel 2003 e nel 2004 rafforza la sua popolarità, e nel 2005 e nel 2006 conduce Striscia la notizia: egli continua a portare in tour il proprio spettacolo evidenziando quei risvolti della vita dove almeno una volta a tutti è successo qualcosa di simile.
Dal 2010 interviene, in veste di opinionista comico, nel corso del programma radiofonico La famiglia giù al nord sulle frequenze di RTL 102.5 condotto da Fernando Proce, Jennifer Pressman e Sara Ventura.
Nel 2011 partecipa alla Rievocazione Storica della Maschera di Ferro a Pinerolo ricoprendo il ruolo della Maschera di Ferro.

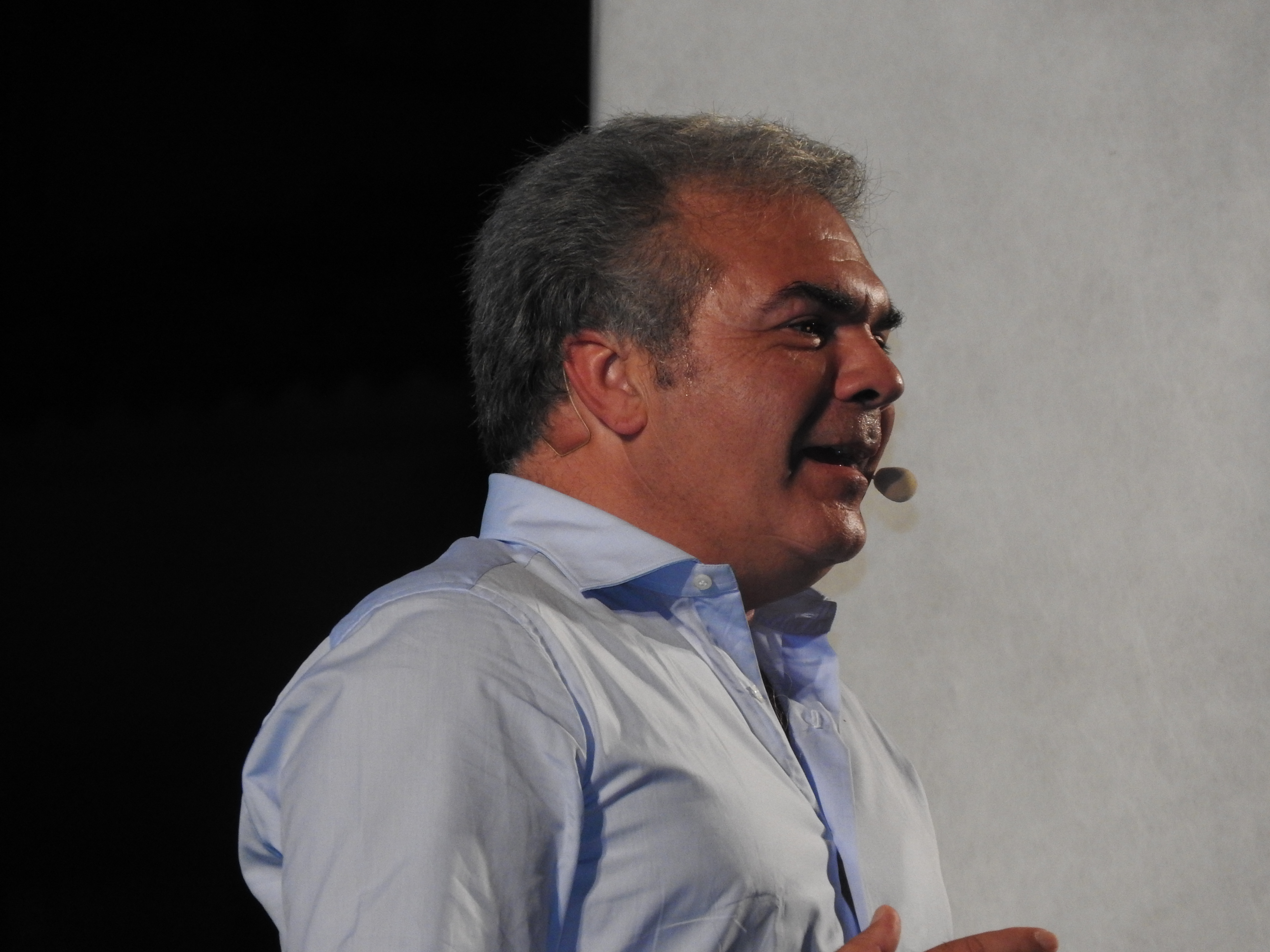
Franco Neri in un primo piano

## Televisione
Nel 1999 lavora come attore a Scherzi a parte, più precisamente nello scherzo fatto al cantautore Roberto Vecchioni e a quello che ha colpito l'allenatore Emiliano Mondonico.
Dal 2003 partecipa allo spettacolo televisivo Zelig.
Nel 2005 e nel 2006 conduce Striscia la notizia.
Nel 2009 è nel cast di Grazie a tutti, trasmissione condotta da Gianni Morandi su Raiuno.

## Pubblicazioni
- Franco oh Franco!, Kowalski Editore (2004)
- Tutto il mondo è paese..., Kowalski Editore (2005)

## Teatro
- Vedova Pautasso Antonio in cerca di matrimonio, regia C. Messina (2013-2014)
- Franco Cerutti Sarto per Brutti, regia C. Messina (2014-2015)

## Filmografia

### Cinema
- Al bar dello sport, regia di Francesco Massaro (1983)
- Tifosi, regia di Neri Parenti (1999)
- Santa Maradona, regia di Marco Ponti (2001)
- Sono tornato al nord, regia di Franco Diaferia (2006)
- Box Office 3D - Il film dei film, regia di Ezio Greggio (2011)
- Aspromonte, regia di Hedy Krissane (2012)
- Il ragioniere della mafia, regia di Federico Rizzo (2013)
- Libero di Volare, regia di Fabio Mancuso (2021)

### Televisione
- Piovuto dal cielo, regia di José María Sánchez (2000)
- Belli dentro, episodio Associazione a delinquere - sitcom, regia di Gianluca Fumagalli (2006)
- Amiche mie - serie TV, regia di Paolo Genovese e Luca Miniero, (2008)